# 铁锅街

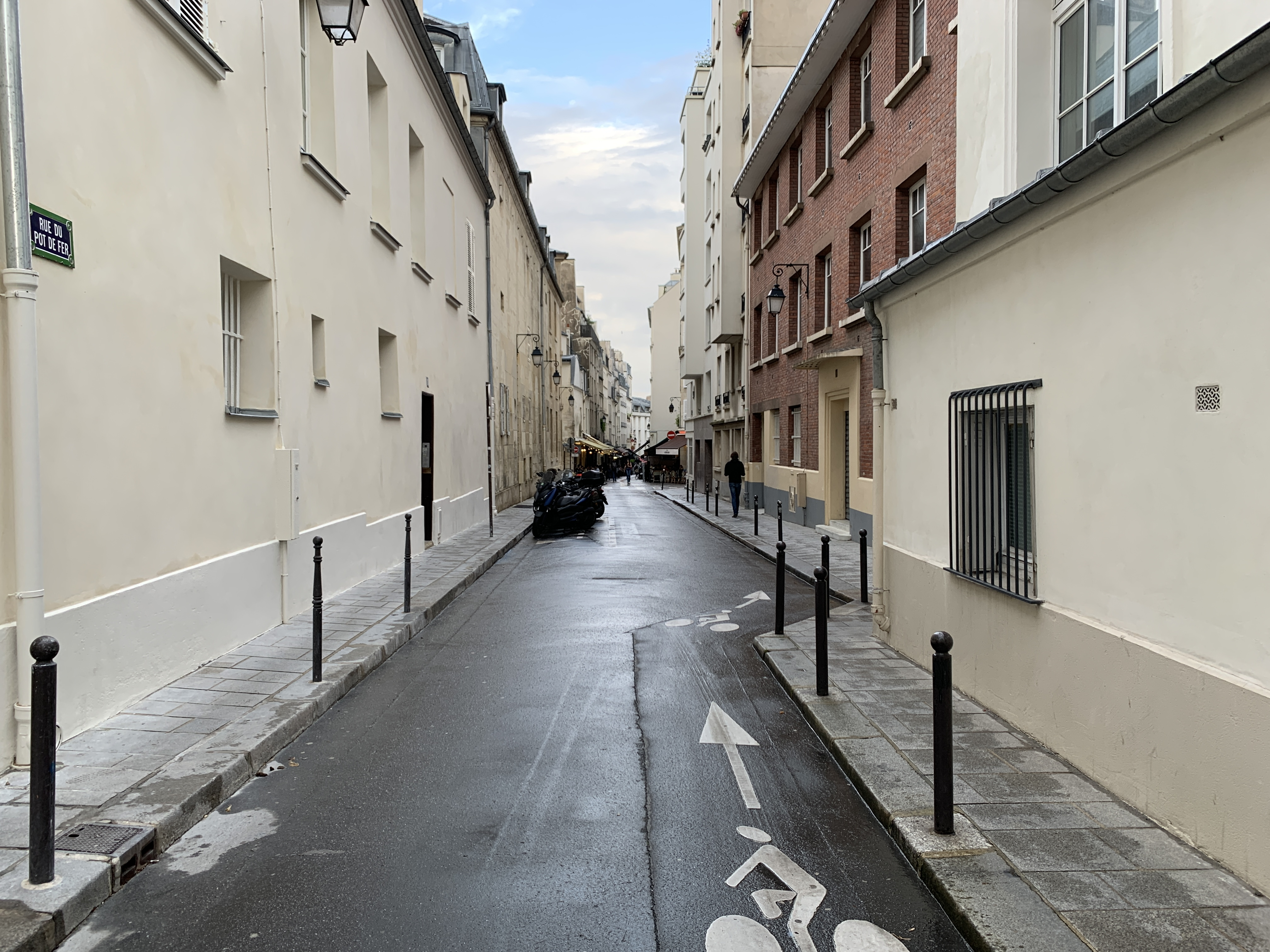
鐵鍋街（2021年7月）

铁锅街（Rue du Pot-de-Fer）是巴黎第五区圣宠谷街区（Quartier du Val-de-Grâce）的一条街道，长170米，宽6米。它命名于1588年，名字来源于以前的贸易。始于穆浮达路（Rue Mouffetard）58号，止于rue Lhomond 33号。最近的地铁站是巴黎地铁7号线的蒙日广场站（Place Monge）。

## 历史
1550年，这条古老的小路已经存在。1554年命名为“神父街”（ruelle des Prêtres）。1558年命名为铁锅街。

## 著名的建筑和纪念场所
与 rue Tournefort 转角处是原法兰西近卫团兵营。其立面可追溯到1775年，1973年列为法国历史遗迹。 
铁锅喷泉（fontaine du Pot-de-Fer），可以追溯到17世纪，位于穆浮达路的拐角处。1925年列为法国历史遗迹。
这条街在靠近穆浮达路的部分，现在受益于旅游和节日活动，有许多小餐馆。

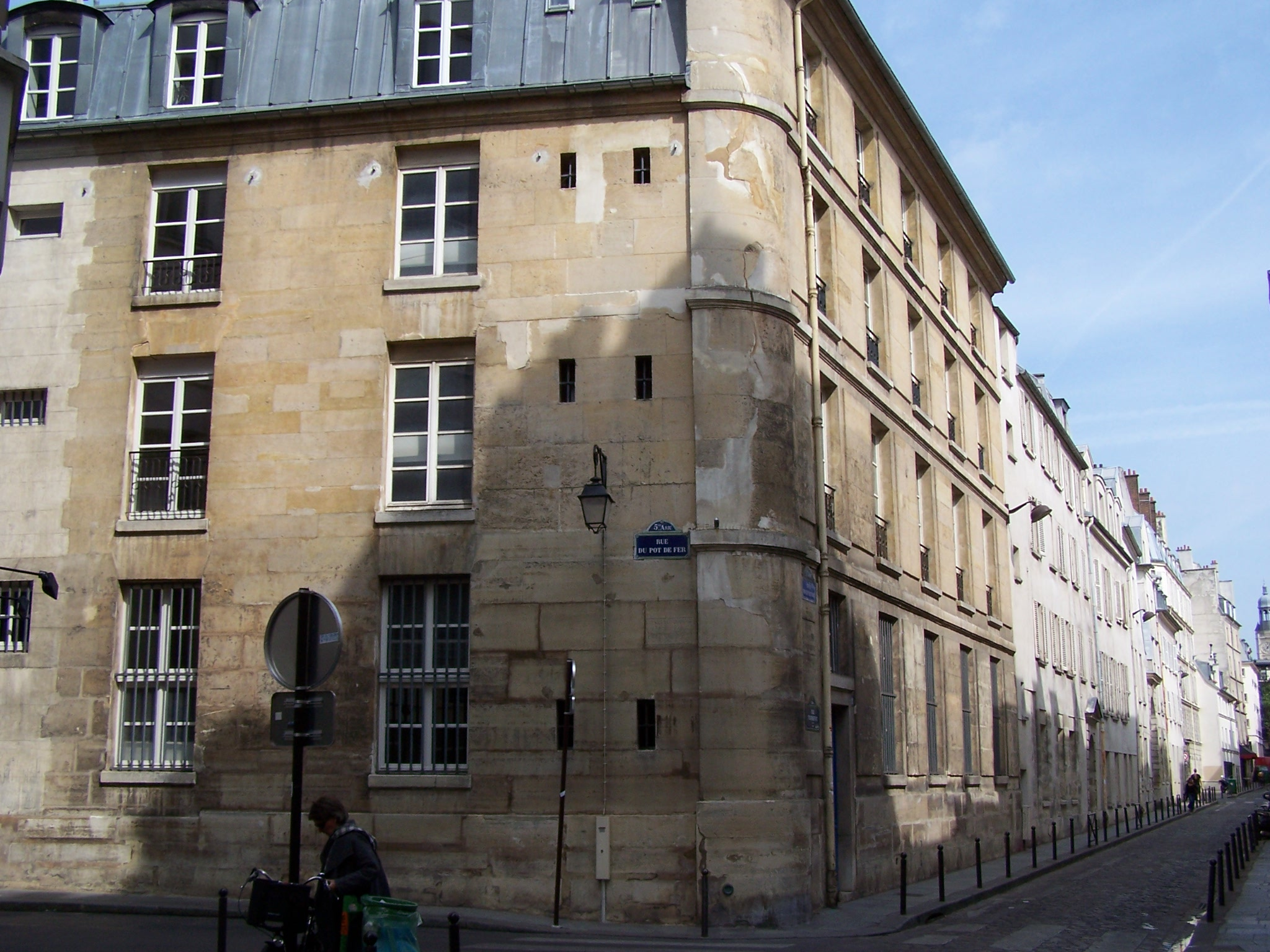
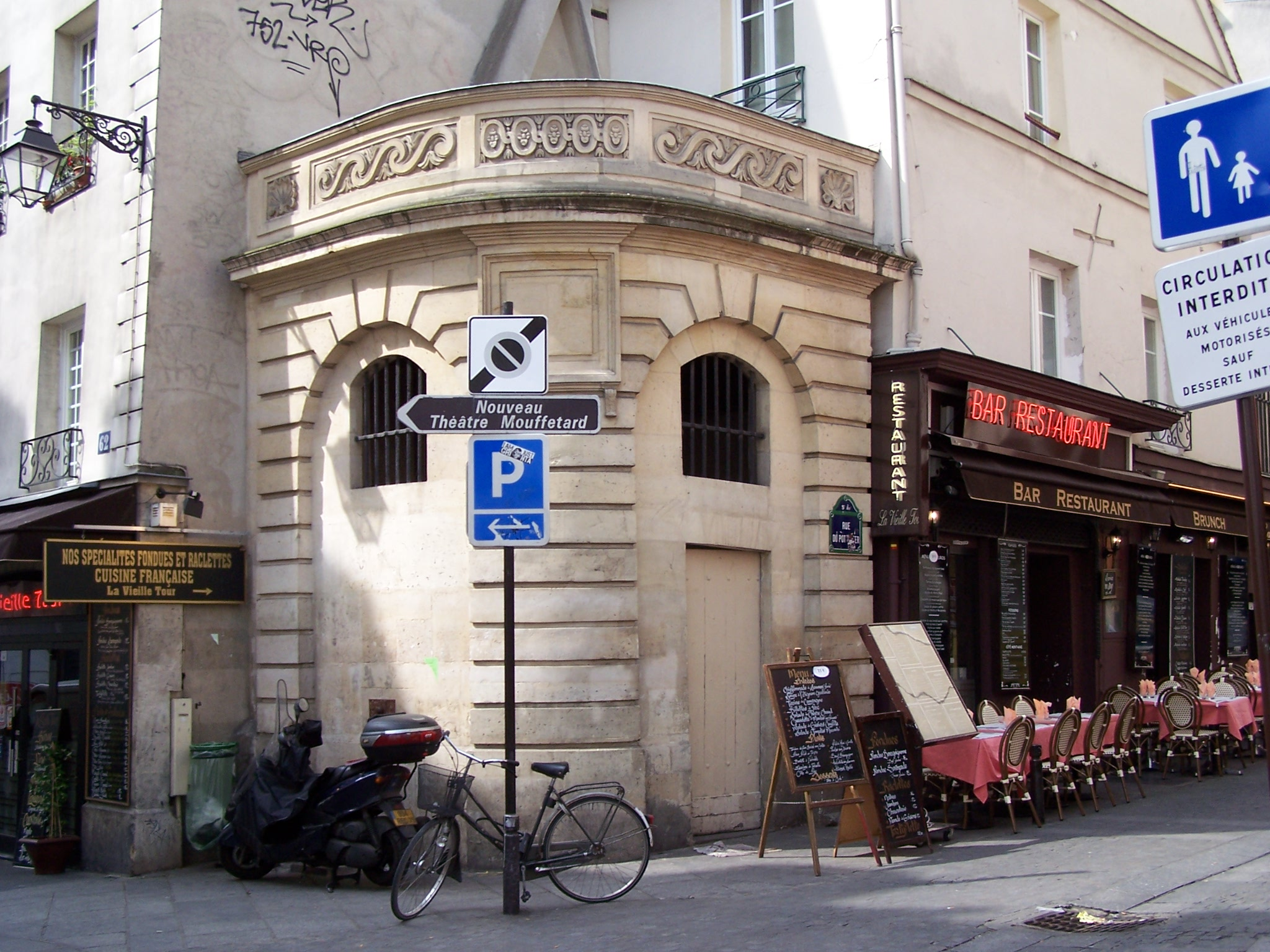
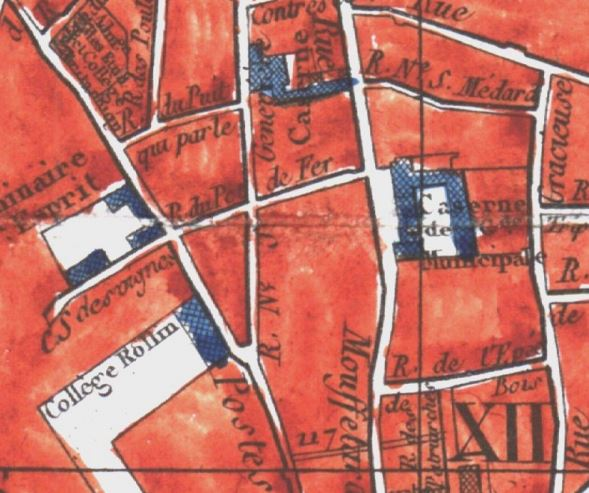
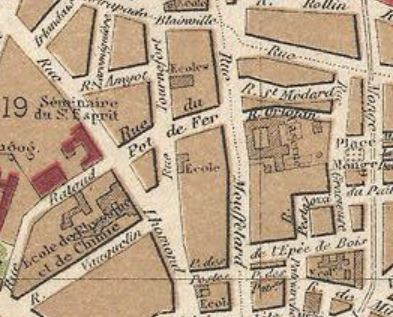

## 文学
乔治·杜阿梅尔（Georges Duhamel）1920年至1932年出版的小说《萨拉万的生平和遭遇》（Vie et aventures de Salavin）中的英雄路易·萨拉万（Louis Salavin）就住在这条街上，书中对其进行了准确的描述。
1827年，大仲马在《巴黎的莫希干人》(Les Mohicans de Paris)中写道：“对于学者、哲学家或诗人来说，住在这条安静、绿色的小街上是一个迷人的梦想。”
1920年代末，英国作家乔治·奥威尔曾住在铁锅街6号一家破旧的旅馆，后来根据这段经历写出《巴黎伦敦落魄记》。